# Olof Sahlin (konstnär)

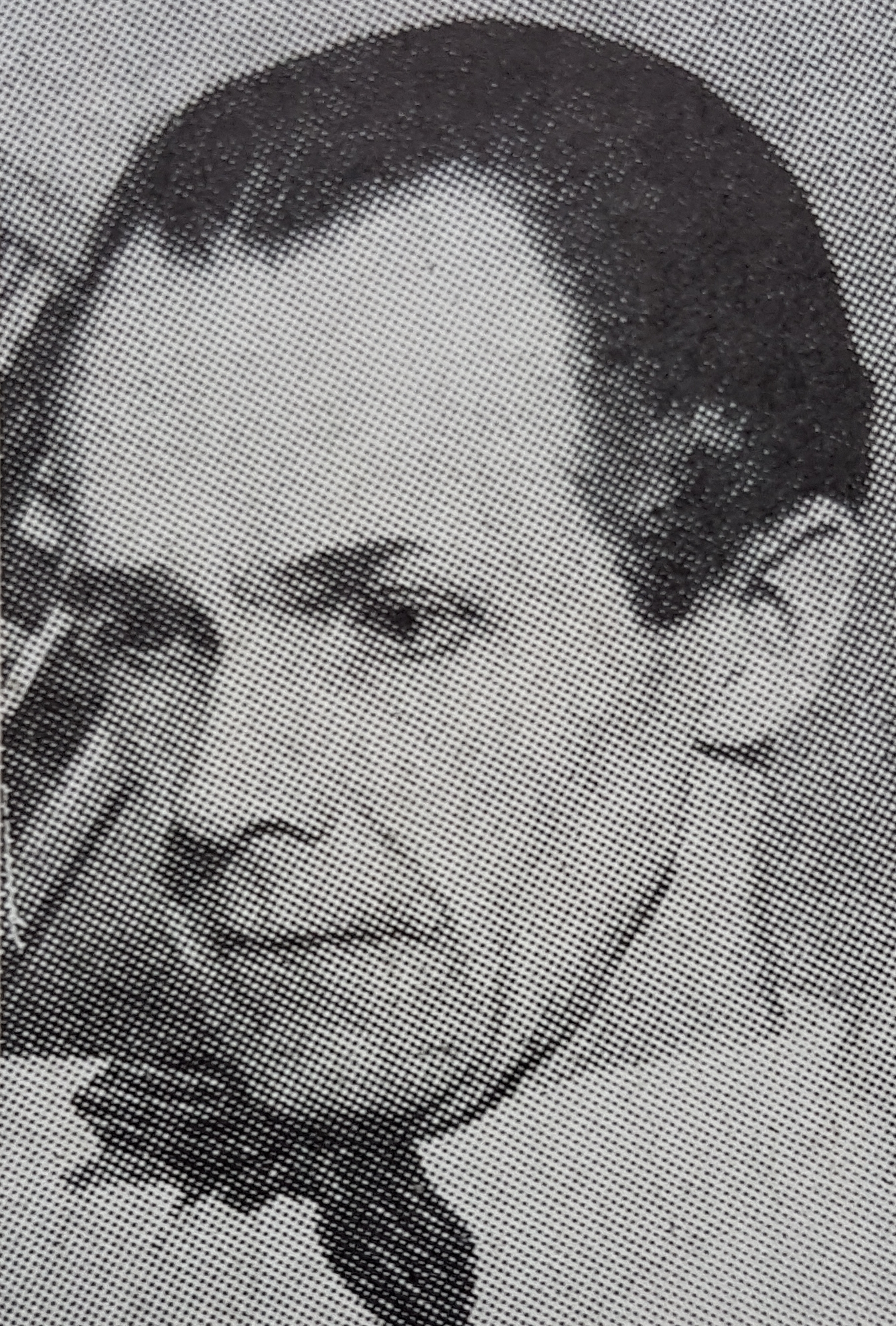
Olof Sahlin

Den här sidan handlar om konstnären Olof Sahlin. För ingenjören, se Olof Sahlin (ingenjör). Se även Olle Sahlin och Olle Sahlin (musiker) som båda har tilltalsnamnet Olof.
Oscar Olof Gerhard Sahlin, född 15 mars 1912 i Helsingborg, död 5 juni 1990, var en svensk målare, skulptör och tecknare.
Han var son till filhuggaren Nils Johan Alfred Sahlin och Anna Eklöf och bror till Gillis Sahlin och från 1940 gift med Inez Ingeborg Fäldt (1912–1991). Sahlin var huvudsakligen autodidakt som konstnär. Separat ställde han ut på Allers konstklubb, Tretorns konstklubb och i Norra Skånes tidnings konstexpo. Han medverkade i samlingsutställningar arrangerade av Helsingborgs konstförening. Hans konst består av skulpturer med motiv hämtade från vardagliga bruksföremål utförda i gips, trä eller metall samt figurer, stilleben utförda i olja eller tusch. Sahlin är representerad vid Helsingborgs museum.
Olof Sahlin är begravd på Pålsjö kyrkogård i Helsingborg.